# إغناثيو دي لا كاريرا
إغناثيو دي لا كاريرا هو عسكري وسياسي تشيلي، ولد في 1745 في سانتياغو في تشيلي، وتوفي بنفس المكان في 1819.